# CM-21裝甲車
CM-21是中華民國戰車發展研究中心以美國M113裝甲運兵車為藍本改造的自製裝甲車，從1979年首輛原型車出廠到1982年正式服役至今，CM-21發展出完整的車系，總共生產輛超過1000輛。1967年底美軍與中華民國簽訂「第三國翻修計劃」開始翻修越戰美軍裝備直到越戰結束，因而累積對M113裝甲車的翻修、焊接、零附件製造、全車裝配、測試的完整經驗。至1975年時，聯勤實施「萬乘計劃」由台鋁公司自行生產的鋁合金裝甲板焊接三輛M113車體，萬乘一號車為仿M113車系的M106自走迫擊炮，但其迫砲改為63式120毫米迫擊砲，此車概念由CM22A1 120mm迫砲車繼承。萬乘二號車是將M24霞飛坦克的砲塔移植至仿製的M113車體上，並將發動機艙挪至車體後方，是一M113式的輕戰車構型。萬乘三號車是將仿製的M113車體上加裝工蜂四型多管火箭發射器，為多管火箭發射車，之後另將六輛美造M113亦如此改造為多管火箭發射車。（另有將M48A1改裝為M48A5的萬乘四號車，萬乘計劃一共此四輛。）萬乘計劃為CM21的設計、生產、發展打下厚實的基礎。

## 設計
CM-21基本型是裝甲運兵車，全車以全焊式鋁合金打造，使用與M113A1同款變速裝置及傳動系統，可搭乘共12名士兵，車頭尾與車身兩側和M113對比，多加裝雙層中空間隙裝甲，內部填充聚氨基甲酸酯發泡化學物吸收子彈或砲片的貫穿力，整車裝甲可抵禦7.62步槍彈以上。整體而言，CM-21的防護力比M113為佳，但也比M113略重數百公斤，機動力相較略為降低。
CM-21兩側後各有兩個射孔，正後方一個射孔，因此其後半段步兵艙是車中央背對背的方式乘坐，前半段步兵艙則是面對面的方式靠著車身乘坐，CM-21具備浮游能力，在沒有做額外補強的情形下可浮渡1.5公尺深的水域。下水前需啟動兩具抽水泵，打開車頭擋水板，水中仍靠履帶推進，沒有額外的車葉。CM-21與M113一樣，車尾兩側可加外掛油箱。CM-21的基本火力為12.7毫米白朗寧M2重機槍一挺或是40毫米Mk 19自動榴彈發射器一挺，與兩側各一具四聯裝煙幕彈發射器，不過也發現過使用雙槍架同時安裝白朗寧M2重機槍及40毫米Mk 19自動榴彈發射器的CM-21。

## 生產次型

### CM-21

#### CM-21A1
目前CM-21服役的型號為CM-21A1。 
CM-21A1在步兵運輸方面仍舊僅為基本的裝甲運兵車，而無法提升為CM-21A2步兵戰車，此後，CM-32輪型裝甲車系列誕生後，國軍缺乏繼續改良CM-21車系的需求，因此裝甲運兵車型未採用任何現代化方案。

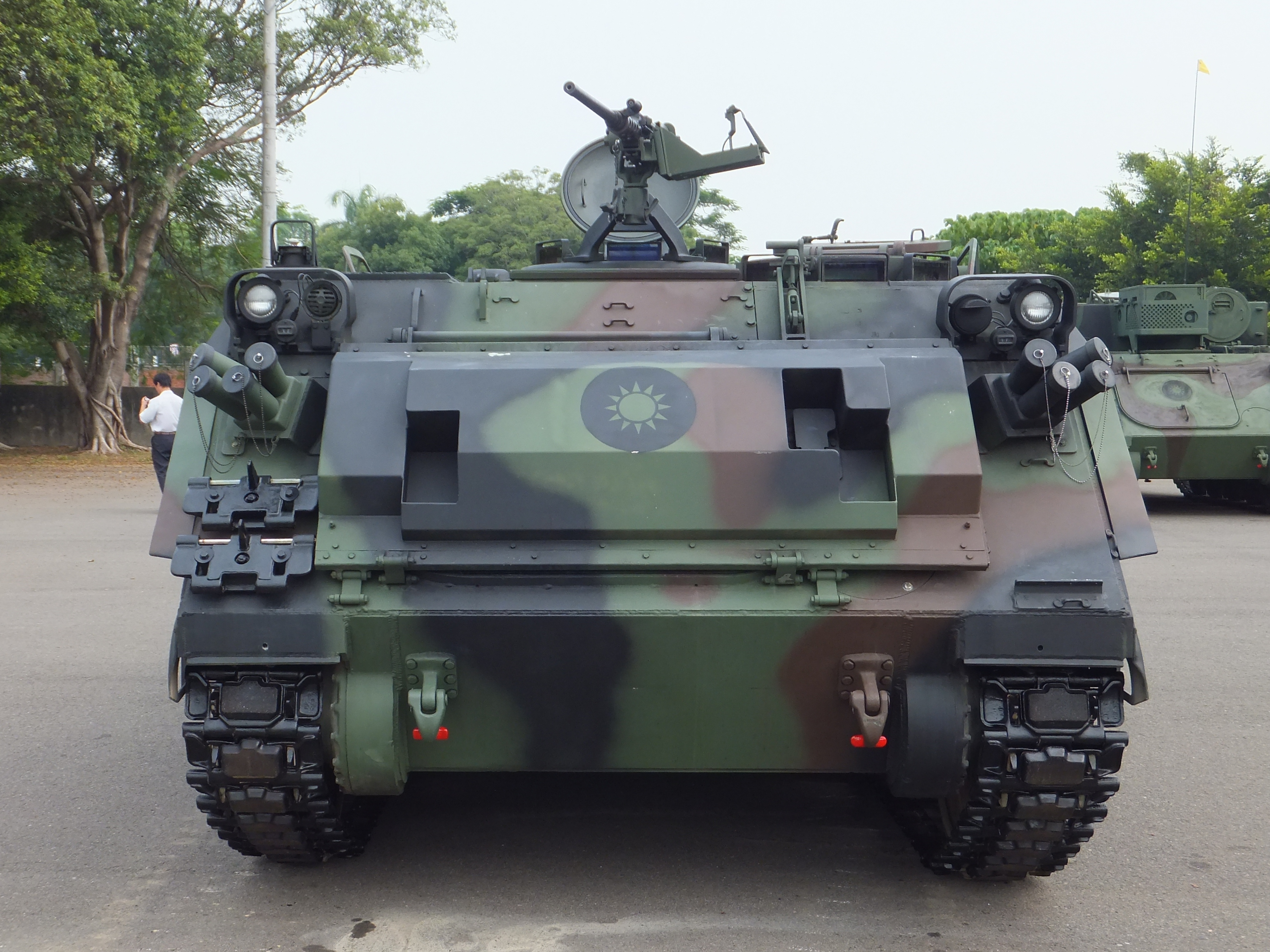
CM-21A1正面。
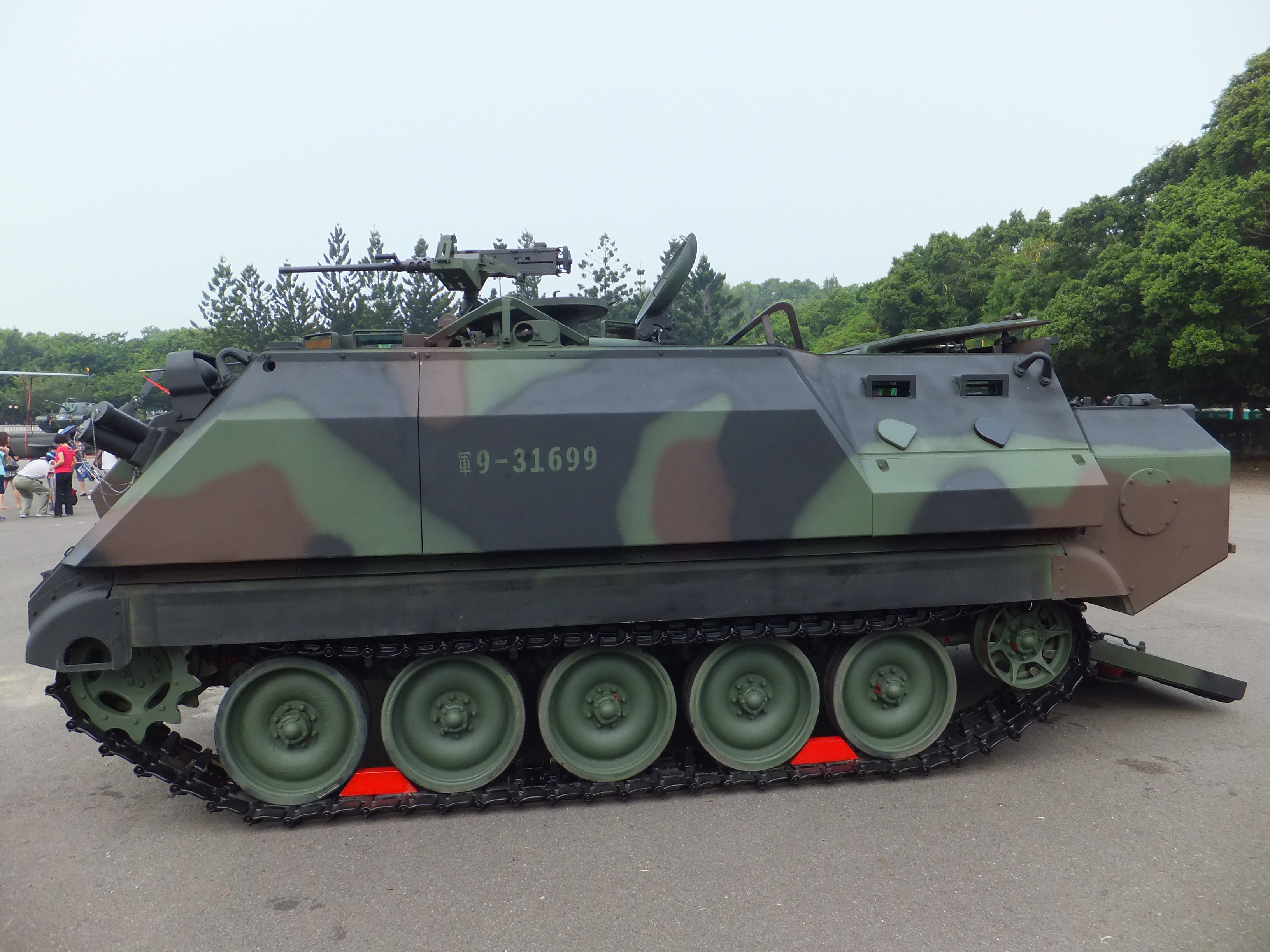
CM-21A1側面。
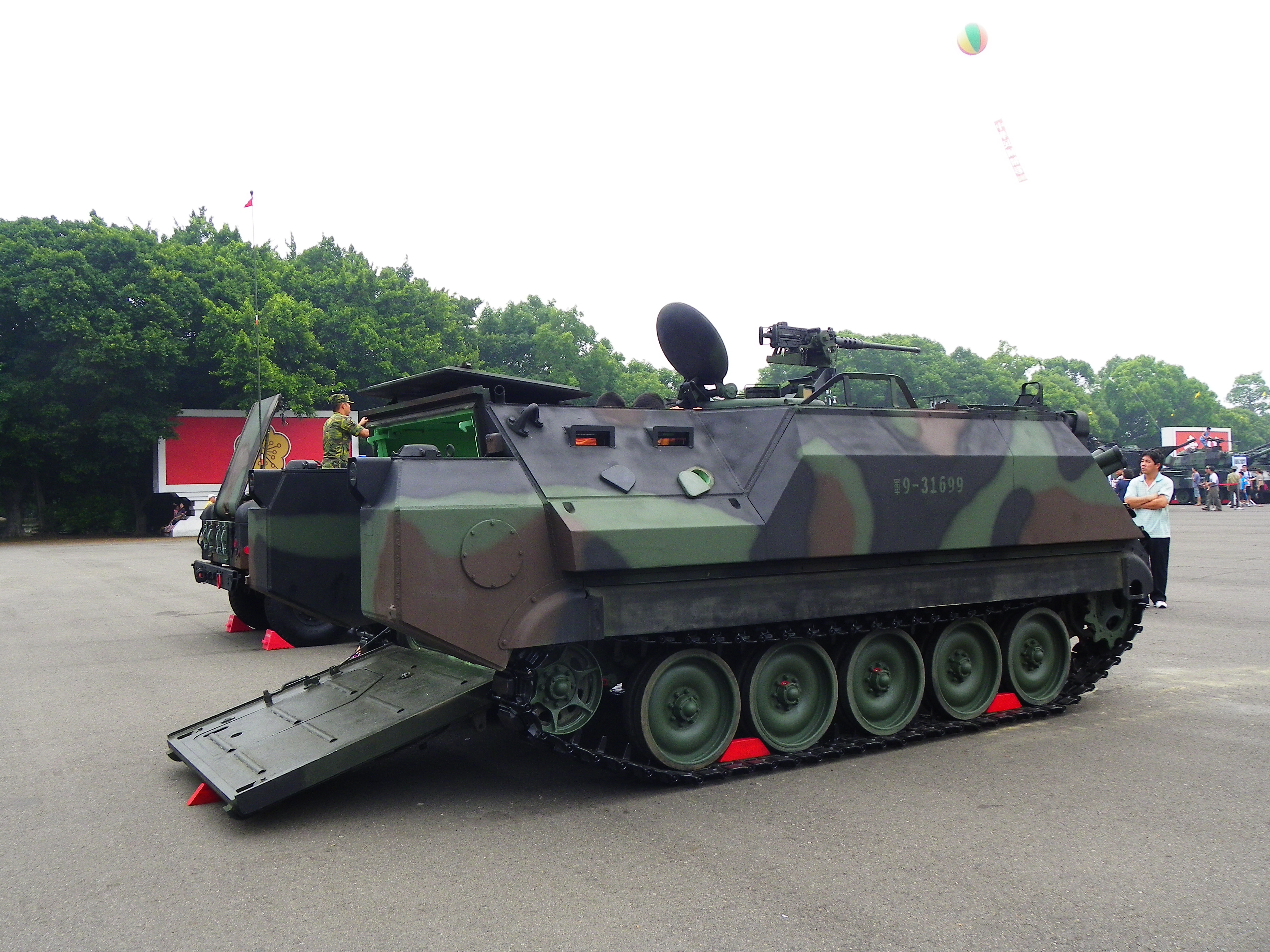
CM-21A1斜後方。
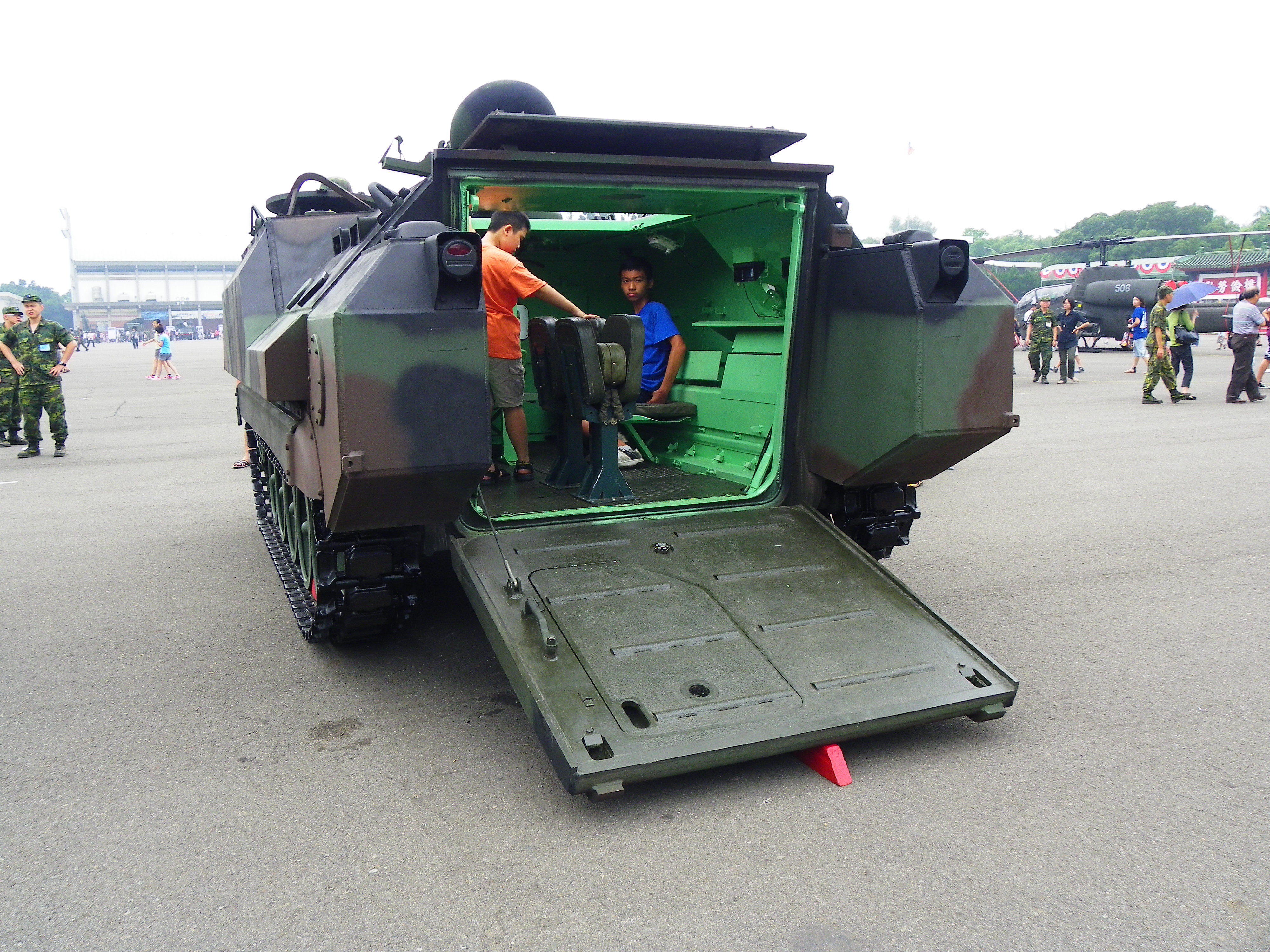
CM-21A1後方。
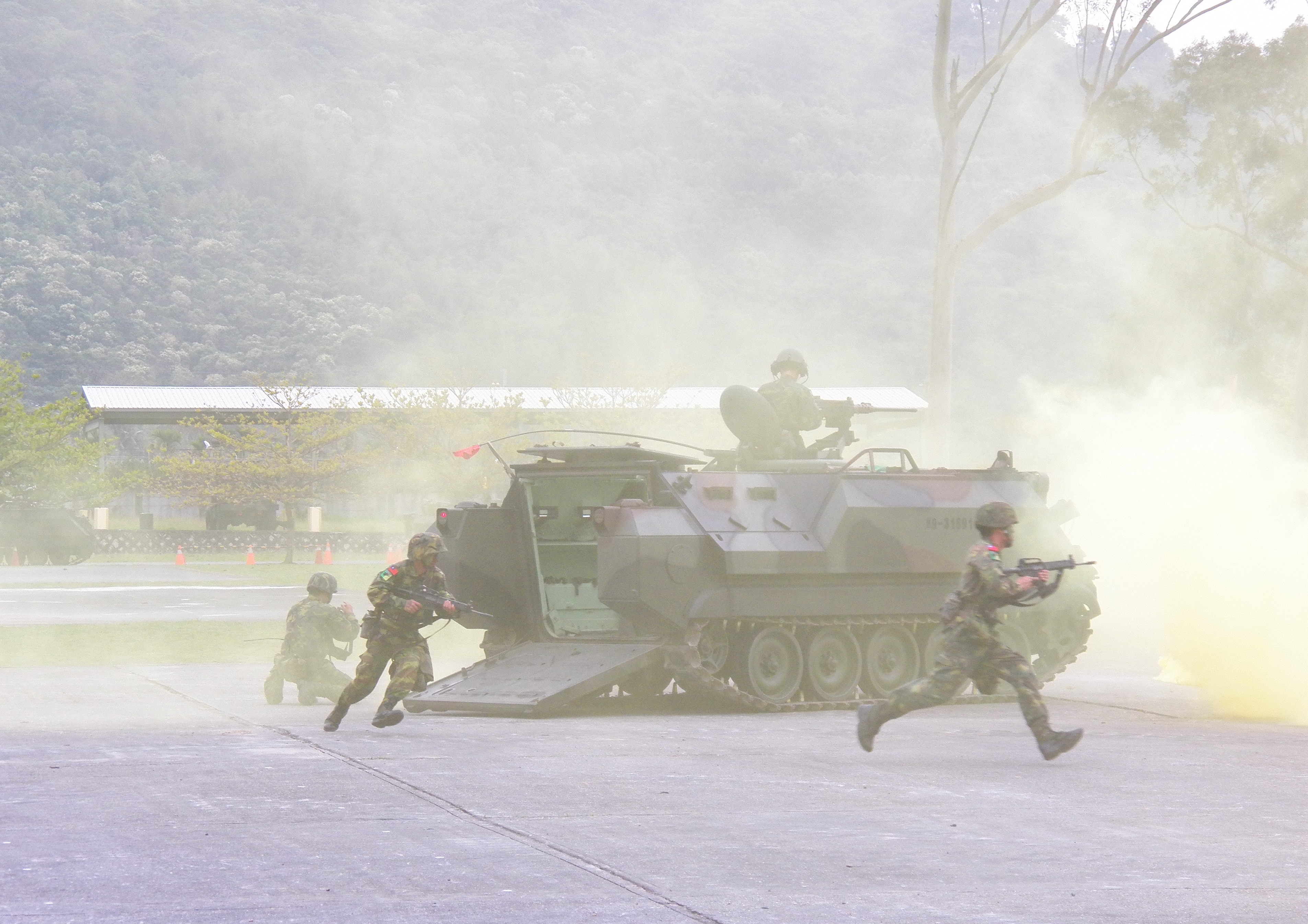
演習中的CM-21A1
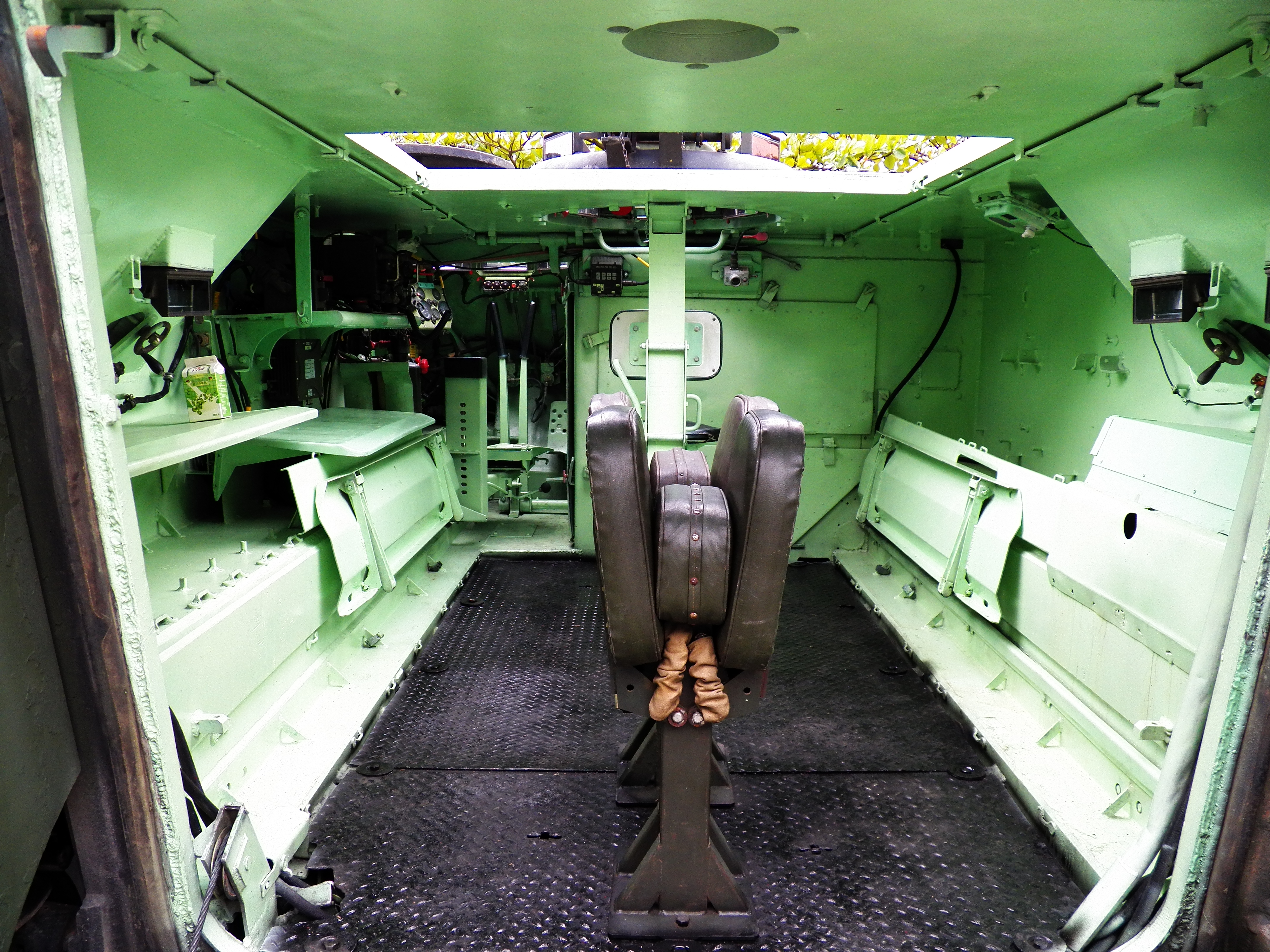
CM-21A1步兵艙內部
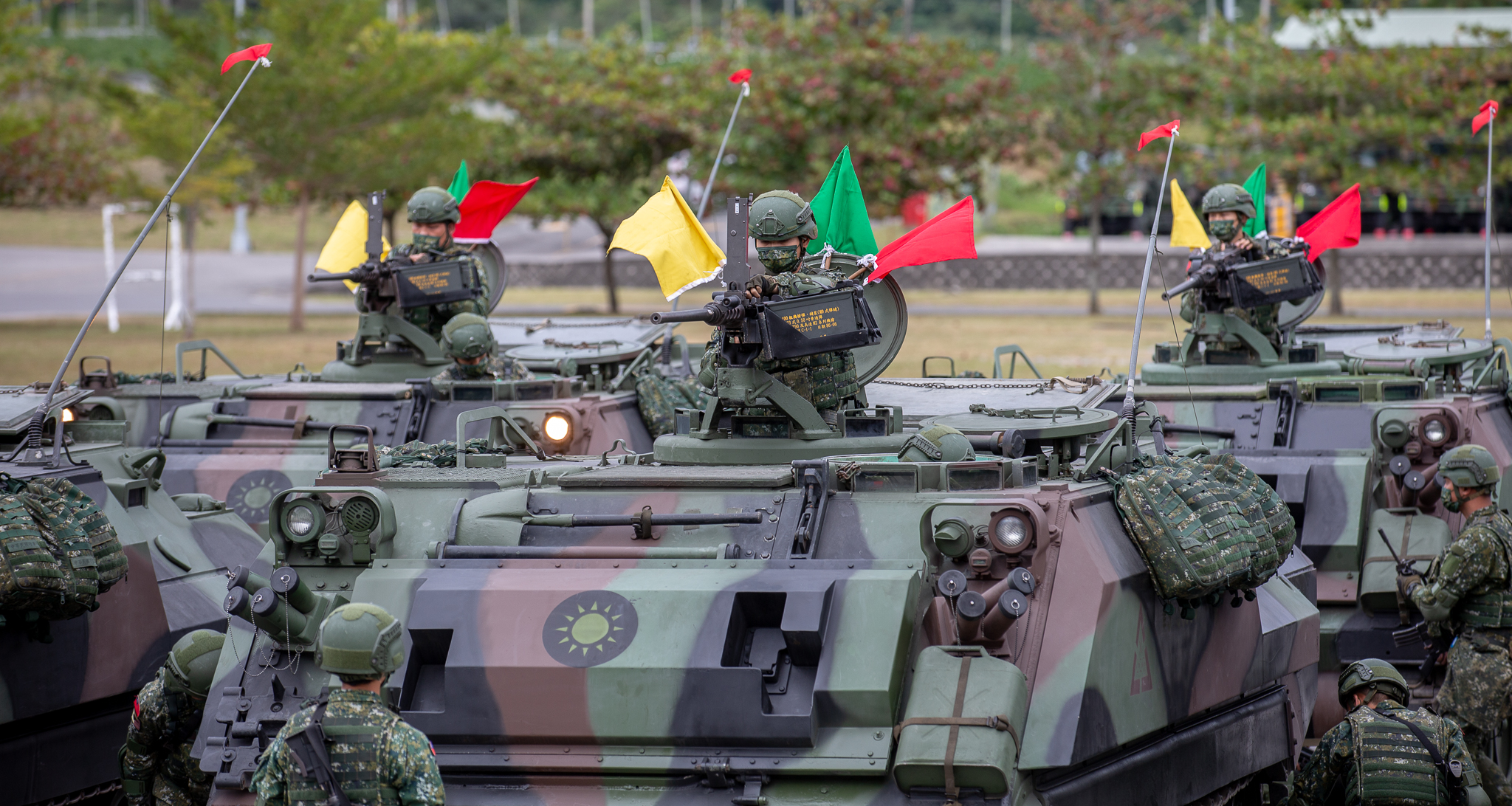
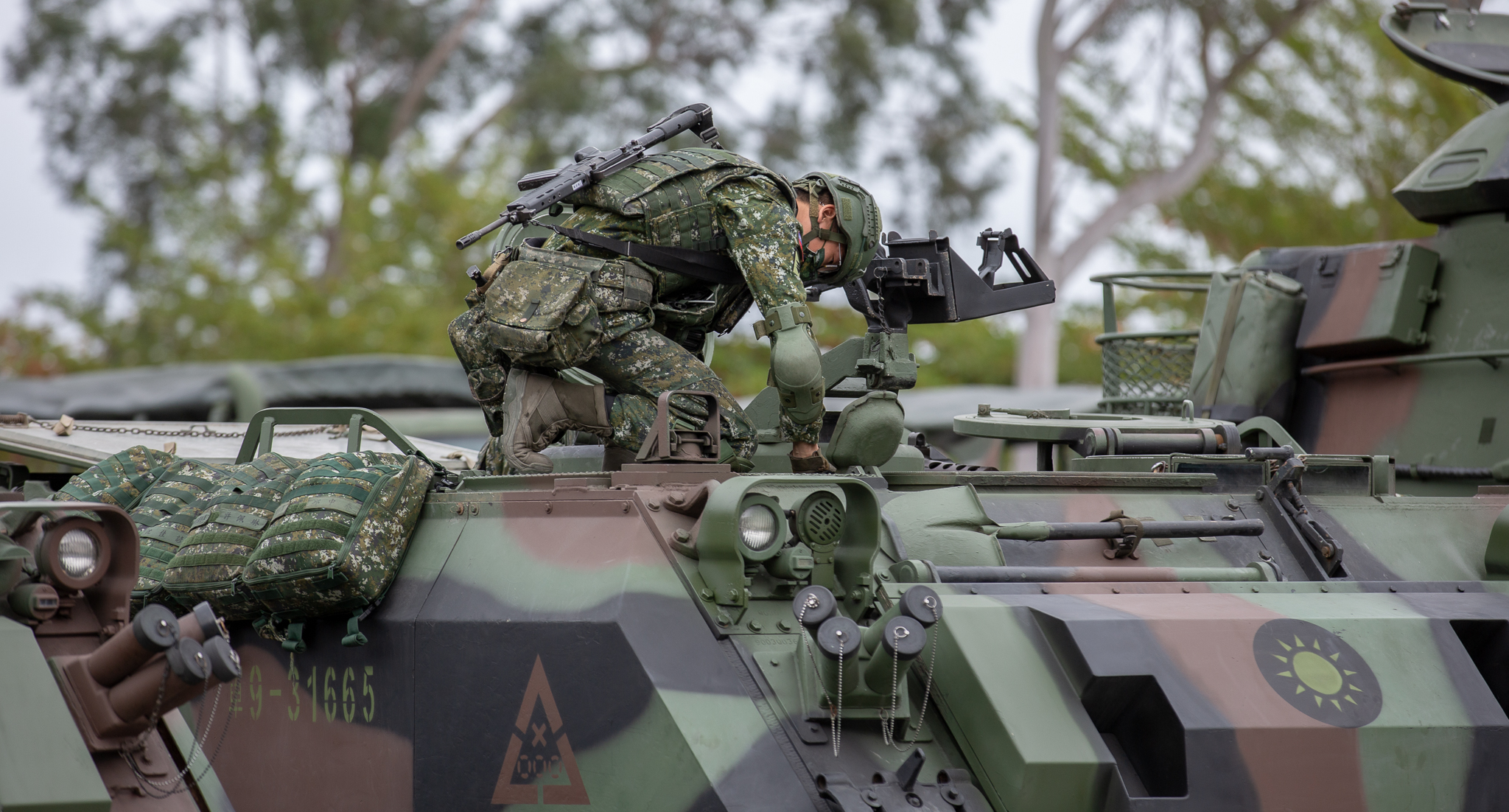

#### CM-21A2
CM-21A2是A1的改良型，其改良構想來自美造M113A2型裝甲車，因M113A1/CM21車系引擎室進氣方式為正壓式，容易造成廢氣進入車內，使乘員吸入過多廢氣降低作戰能力，故將進氣方式改為負壓式，使空氣先進入車內，其次再進入引擎室，最後由引擎室抽出。車身兩側裝甲為網型裝甲用於對抗成形裝藥的反裝甲武器。
CM-21A2推測可能是要直接升級成步兵戰車，曾經有引入法國25公釐GIAT M811機炮DRAGAR型的單人用機炮炮塔做為測試之用，最後並沒有採用，也曾自行發展簡易的單人車長槍塔，卻僅用於測試。

### CM-22裝甲迫砲車
CM-22是CM-21的4.2英吋迫擊砲（目前也有改搭載120公厘迫擊砲的CM22A1）版本，將步兵艙修改成搭載迫擊砲使用，並取消步槍射孔及中空裝甲，即是美軍M106自走迫擊炮的仿製版，整個外型細節相似度很高。
CM-22發展於1987年，至1999年左右仍有生產，但CM-22在後期生產上內部的迫擊砲彈藥艙與美軍M106迫擊砲車已經不同，加上細部零件如車頭燈與CM-21甲車共通化。

### CM-23裝甲迫砲車
CM-23是CM-22衍生的81公釐迫擊砲版本，與美軍M125迫擊砲車相同。

### CM-25拖式飛彈裝甲車
CM-25是自CM-21裝甲車衍生而來的BGM-71拖式飛彈（TOW）反甲飛彈車，用於反裝甲戰鬥。CM-25僅有中華民國海軍陸戰隊配備，配發在海軍陸戰旅下屬反甲連，每連12輛CM-25，總生產規模不超過30輛。
CM-25比照M130反甲飛彈車，修改步兵艙以搭載BGM-71拖式飛彈彈藥，可儲放10發備用飛彈。此外不同於CM-21的設計是煙霧彈發射器移至車頭、取消步槍射孔延伸側面中空裝甲層，海軍陸戰隊特殊的兩棲作戰環境要求之下，裝甲層內部填充是聚苯乙烯，以便增加浮力，防護力並無強化。
中華民國陸軍在M1045A2悍馬拖式飛彈車服役前，裝甲步兵部隊配備由M113A1衍生的M130拖式飛彈裝甲車。

### CM-26裝甲指揮車
CM-26是CM-22衍生的裝甲指揮車，與美軍M113裝甲運兵車衍生的M577裝甲指揮車相同。

## 圖庫

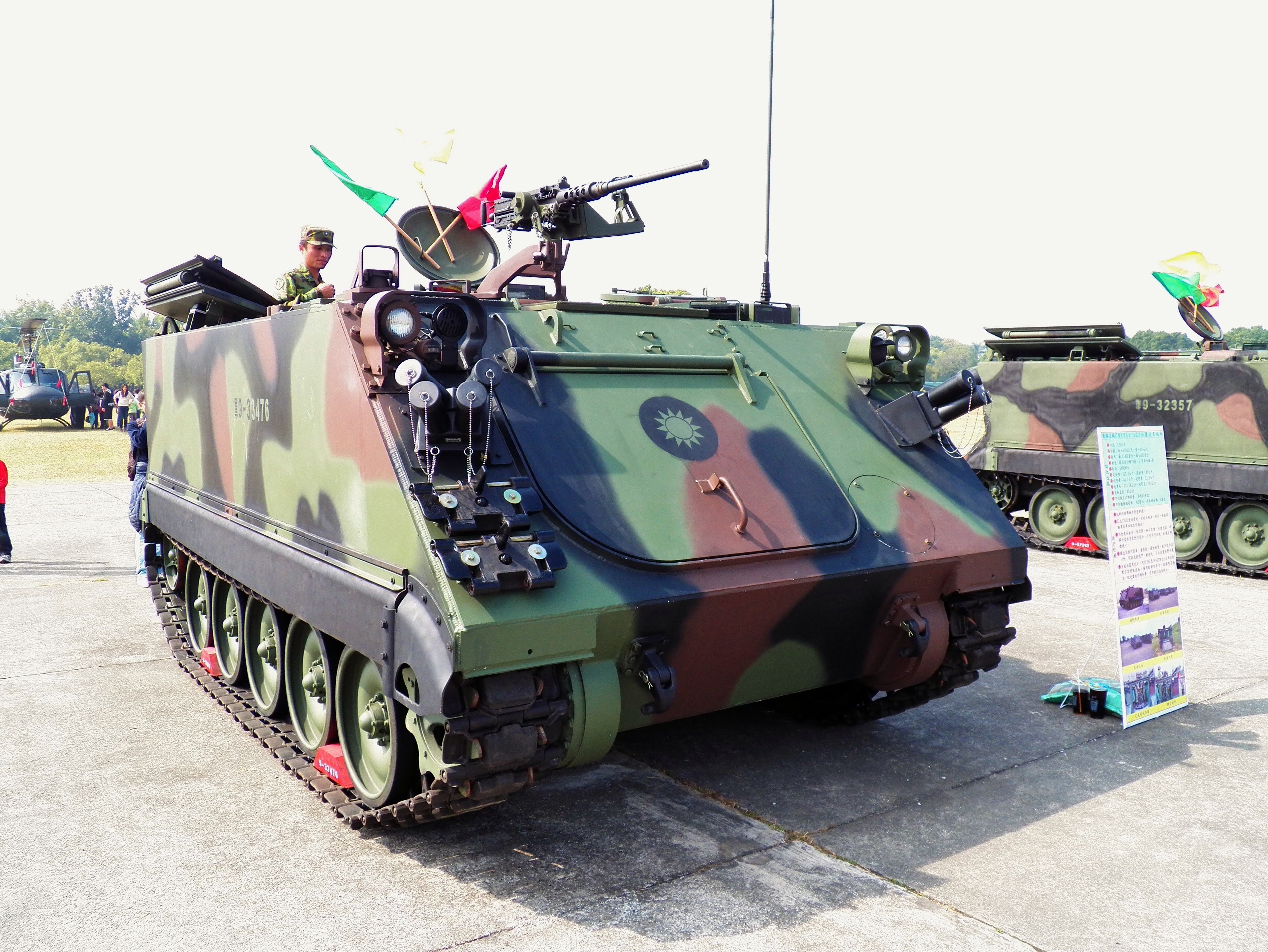
CM-22裝甲迫砲車。
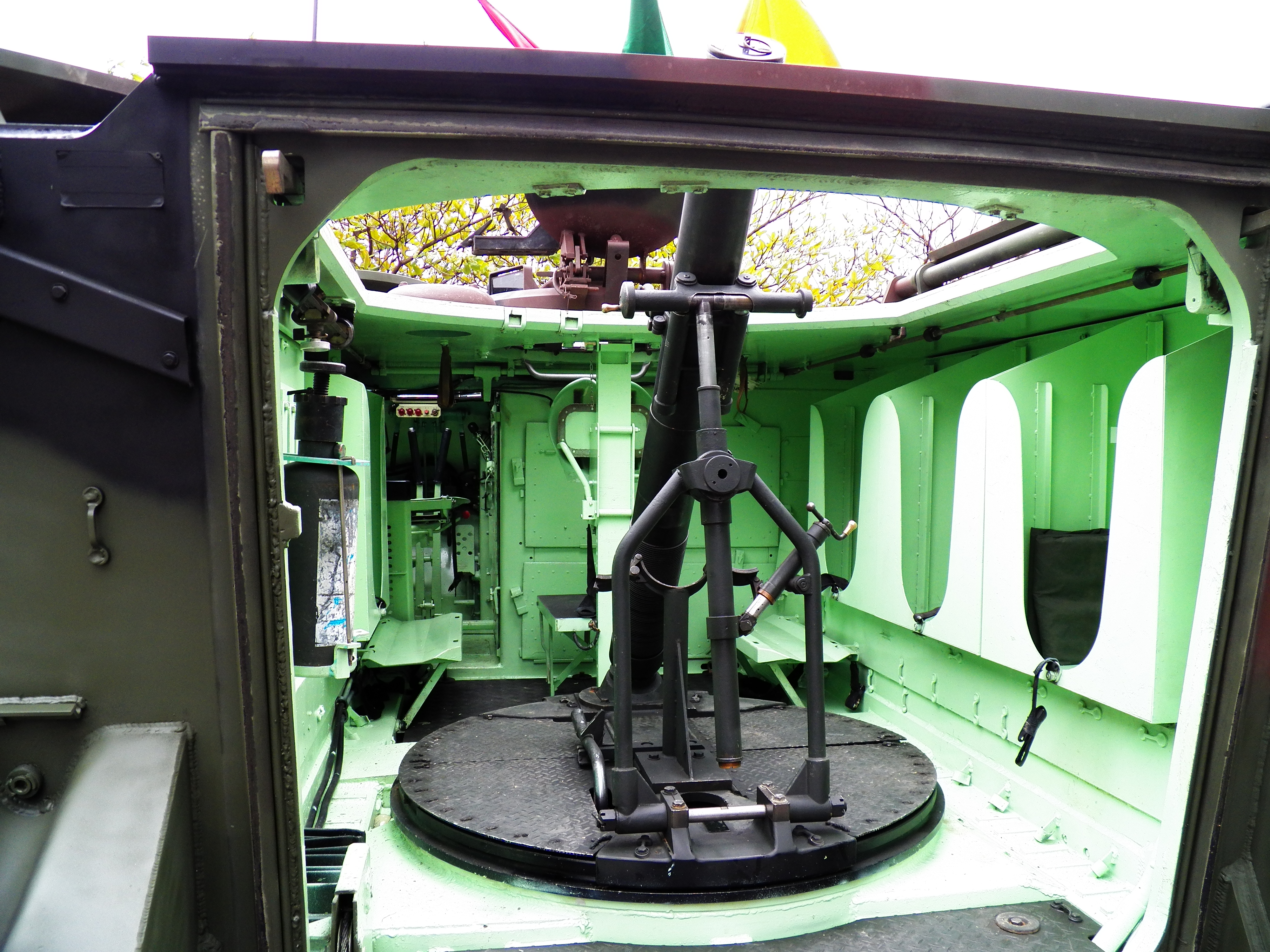
CM-22A1裝甲迫砲車內部裝備之120公釐迫擊砲。
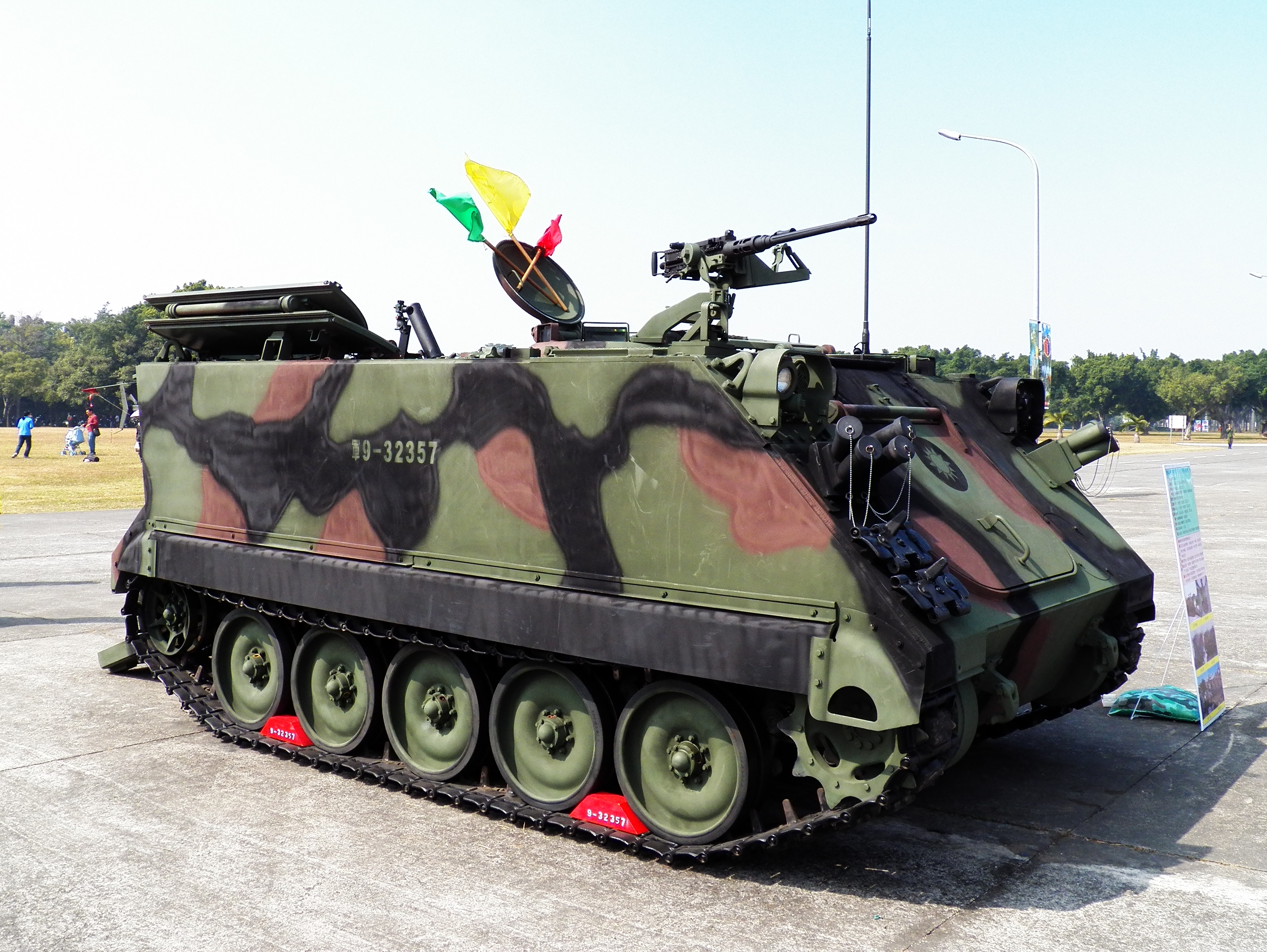
CM-23裝甲迫砲車。
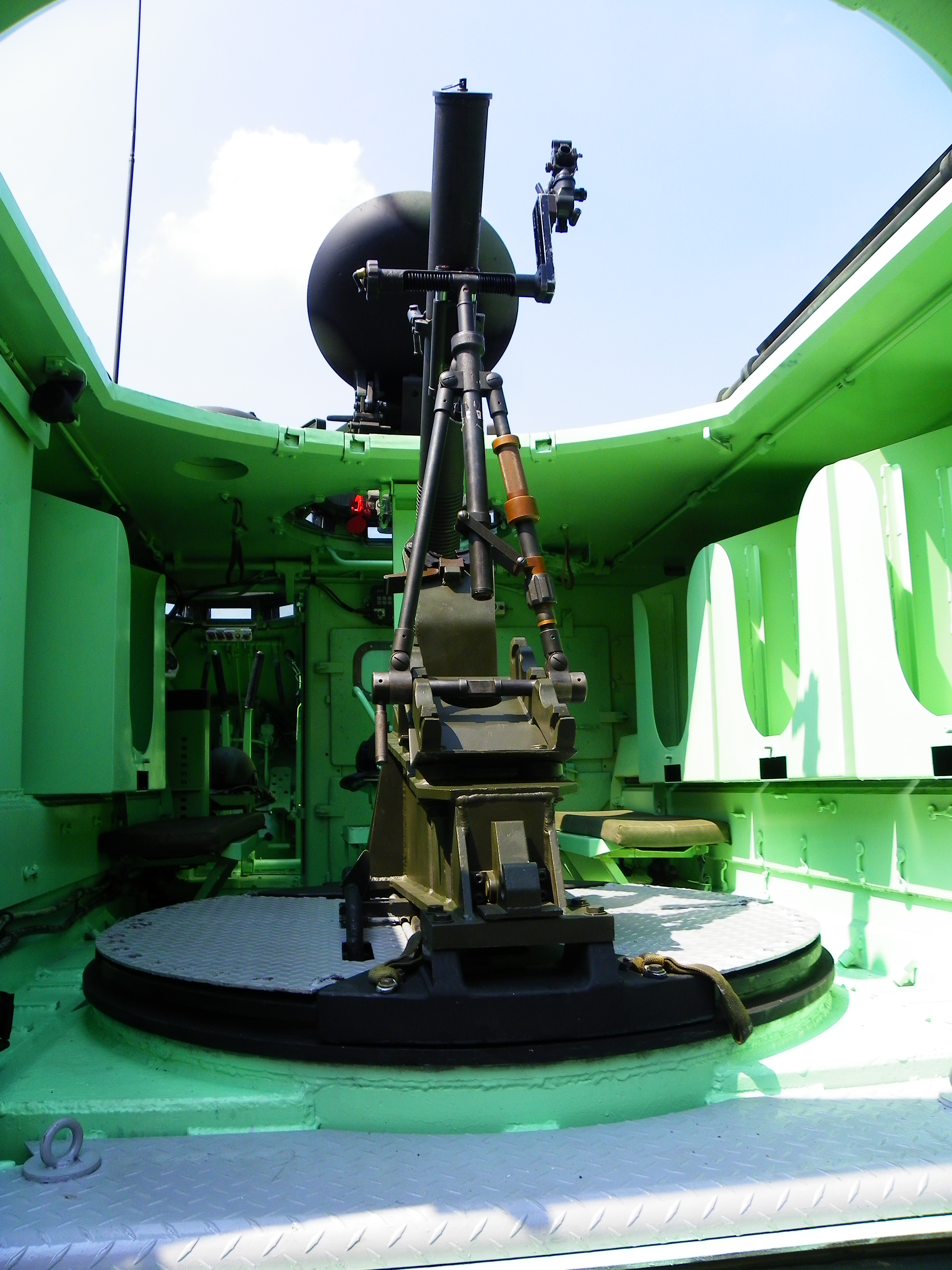
CM-23裝甲迫砲車內部裝備之81公釐迫擊砲。
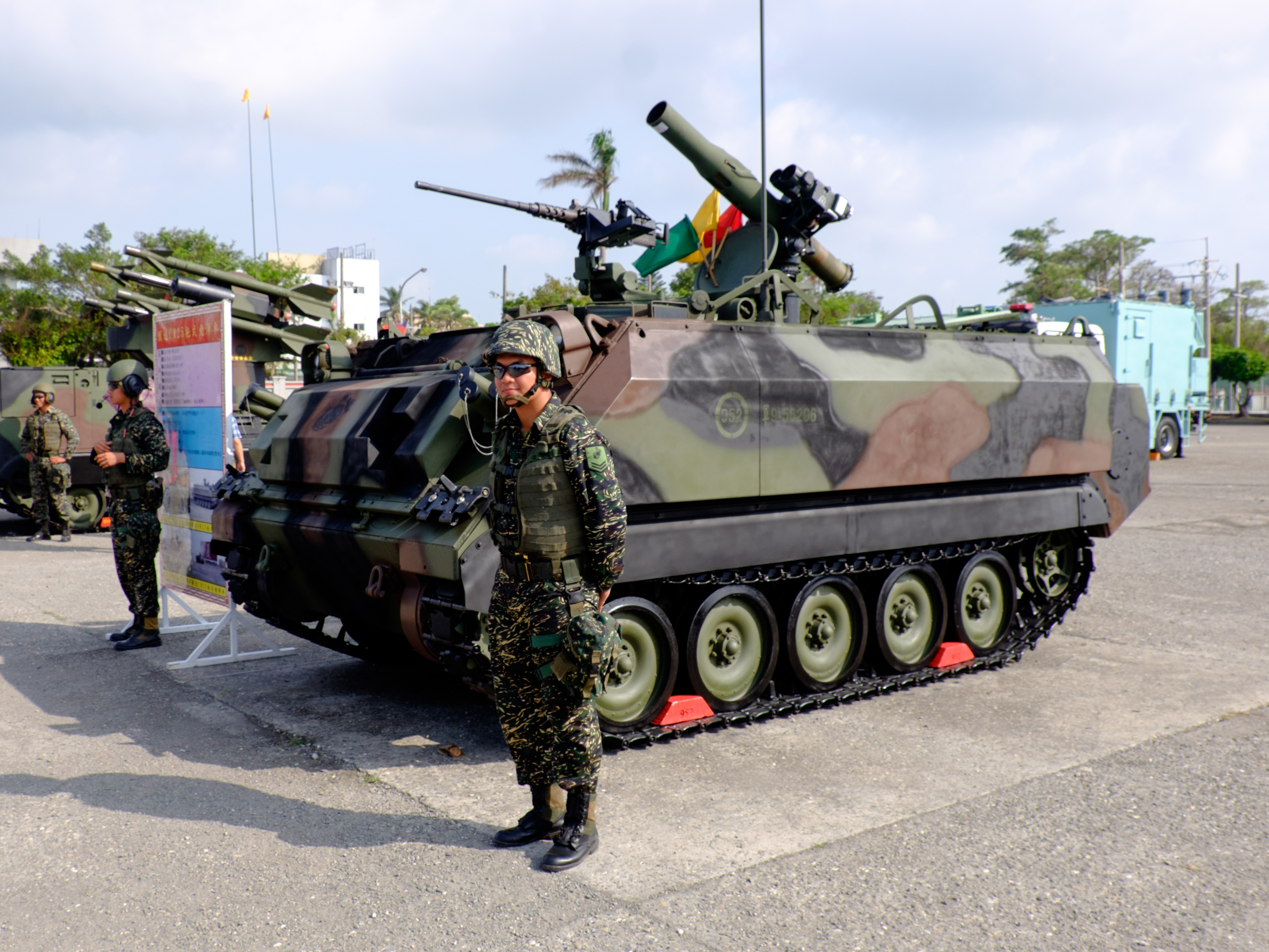
中華民國海軍陸戰隊CM-25拖式飛彈裝甲車。
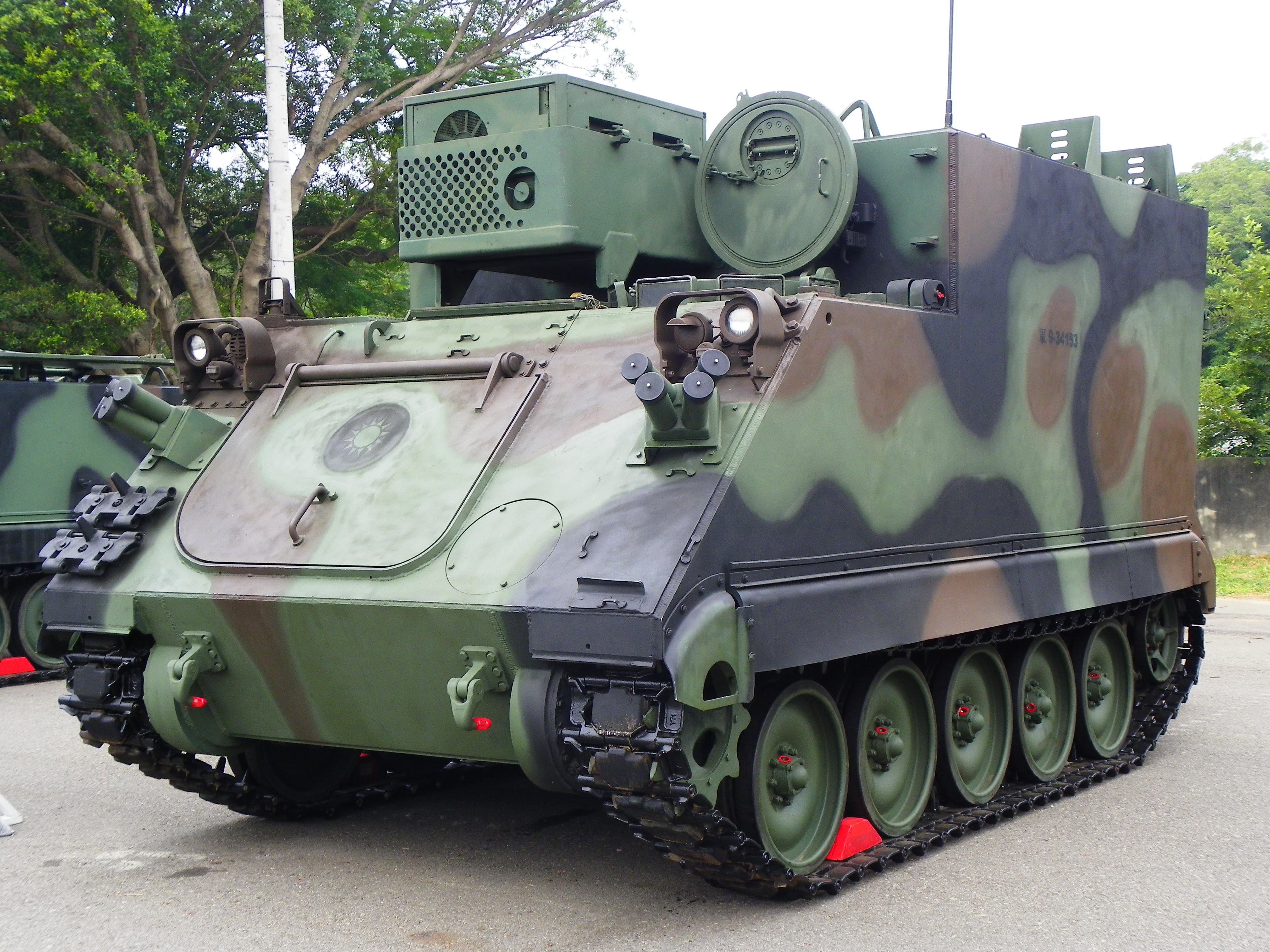
CM-26裝甲指揮車。
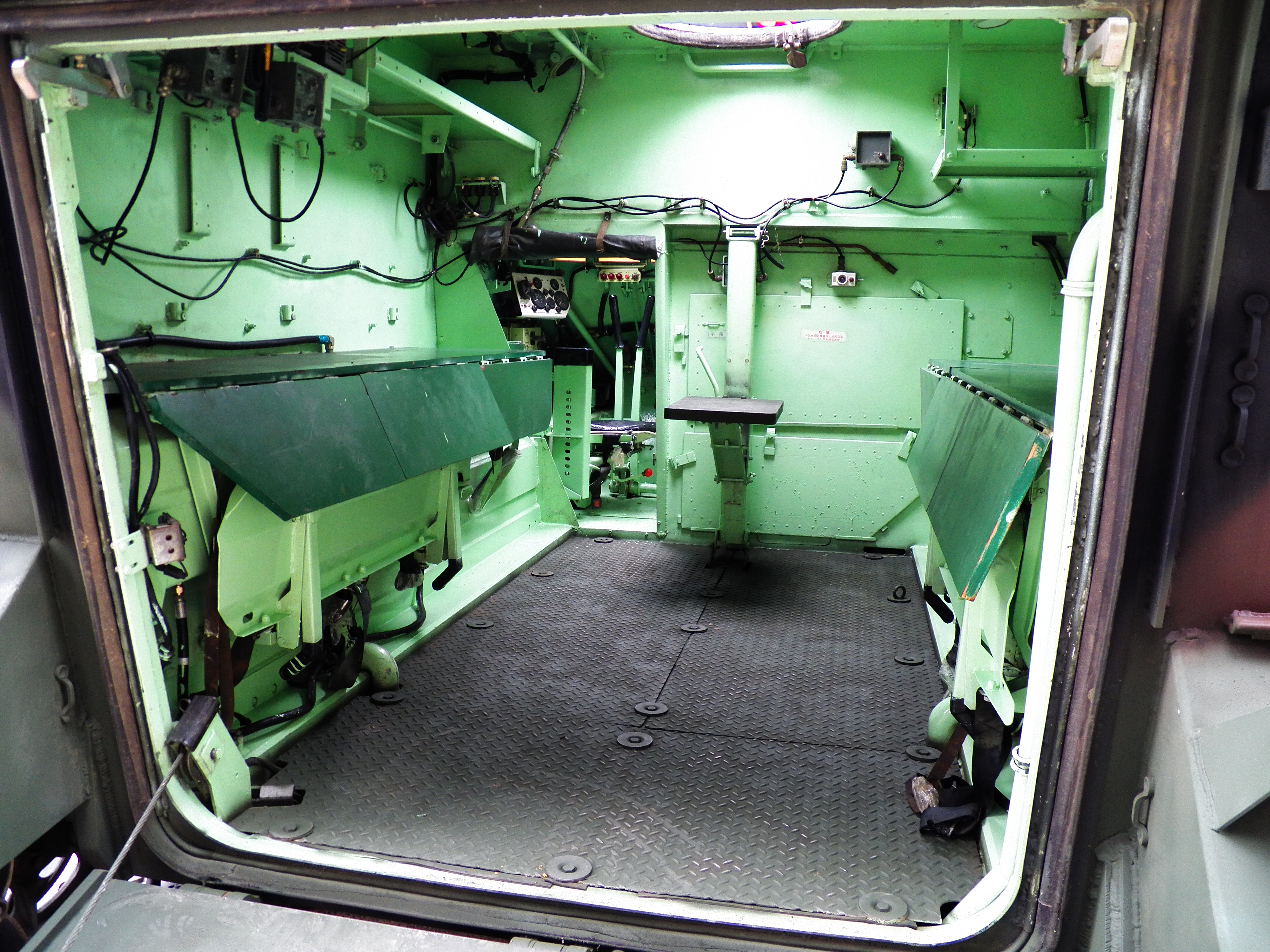
CM-26裝甲指揮車內部。

## 腳注
1. ↑  國軍裝甲兵建軍史，頁554，國防部史政編譯室，民國94年
2. ↑  .   [2007-10-05]. （原始内容存档于2014-01-12）.
3. ↑  尖端科技355期29至32頁。